# Morris Kline
Morris Kline   (Brooklyn, 1 de maig de 1908 - Brooklyn, 10 de juny de 1992) matemàtic i historiador de les matemàtiques estatunidenc.

## Vida i Obra
Kline va cursar els estudis secundaris a Brooklyn i, en acabar-los, va ingressar a la universitat de Nova York on va obtenir el graduat el 193o, el màster el 1932 i el doctorat el 1936 amb una tesi sobre topologia. Des de 1930 va ser professor de la universitat de Nova York fins que va passar a ser professor emèrit el 1976. Durant el període 1936-1938 va estar al Institut d'Estudis Avançats de Princeton i durant la Segona Guerra Mundial va fer treball de recerca per l'exèrcit americà. A partir de 1946 va ser cap de la divisió d'electromagnetisme de l'Institut Courant de Ciències Matemàtiques de la universitat.
Si bé els seus primers treballs van sr en topologia, la seva especialització va estar en les matemàtiques aplicades i, en concret, en les equacions diferencials i les ones electromagnètiques. Però Kline és conegut, sobre tot, per una sèrie de llibres sobre filosofia i història de les matemàtiques, que va començar el 1953 amb la publicació de Mathematics in Western Culture en el qual defensava que les matemàtiques han sigut una força cultural fonamental en la civilització occidental. El 1973 va encetar un encès debat sobre l'ensenyament de les matemàtiques amb el seu llibre Why Johnny Can't Add on afirmava que les matemàtiques s'havien allunyat de la realitat i s'havien convertit en l'art de trobar conseqüències lògiques a partir d'axiomes arbitraris sobre objectes sense sentit. Aquest llibre va ser continuat el 1977 per Why the Professor Can't Teach en el qual es reafirmava en el seu atac a la matemàtica moderna com eina d'aprenentatge.
Va publicar dos llibres importants per la historia de les matemàtiques: Mathematical Thought from Ancient to Modern Times (1972, tres volums) i Mathematics: The Loss of Certainty (1980), a més d'altres obres divulgatives.